# Альперт, Макс Владимирович
Макс Влади́мирович А́льперт (18 марта 1899, Симферополь — 30 ноября 1980, Москва) — советский фотограф и фоторепортёр. Один из родоначальников советской серийной репортажной фотографии. Заслуженный работник культуры РСФСР (1966)

## Биография
Вместе с братом, Михаилом Альпериным, учился фотографии в ателье Готлиба в Одессе (1914). В 1919 году Альперт зачислен в ряды Красной Армии. После Гражданской войны работал фотокорреспондентом в «Рабочей газете» в Москве.
В 1920-е годы входил в ассоциацию фоторепортёров при московском доме печати. В 1930-е годы работал в иллюстрированном журнале «СССР на стройке», подготовил около 50 фотоочерков. В это же время, Альперт ездит по всему Советскому Союзу, фотографируя знаменательные для всей страны стройки и рабочих. Одной из важных работ было создание цикла фотографий о строительстве Березниковского химического и Соликамского калийного комбинатов совместно с Георгием Зельмой для целевого номера «СССР на стройке», посвящённого гигантам пятилетки.
Наиболее важные работы этого периода сделаны на строительстве завода в Магнитогорске (Магнитка), на прокладке Турксиба, на сооружении Большого Ферганского канала. Альперту немало известности принесла серия снимков «Гигант и Строитель». Альперт создавал снимки, целью которых было показать жизнь счастливых рабочих Советского Союза.

С Альпертом мы бок о бок исколесили Ферганский канал. Какое удовольствие следить за его неутомимостью и прямо-таки фоторепортерской одержимостью. Из горы прекрасных фотографий, запечатлевших эту интереснейшую страницу истории человеческого труда, складывается монументальный образ нашей эпохи.
С. М. Эйзенштейн

Одновременно Альперт работал в газете «Правда», где снимал портреты практически всех крупных советских и многих зарубежных политиков, военных, писателей и шахматистов.
Во время Великой Отечественной войны, будучи корреспондентом Фотохроники ТАСС и Совинформбюро, Альперт работал как в тылу, так и на фронте, в боевой обстановке. Автор работы «Комбат», ставшей одним из символов той войны. В конце войны побывал в Праге и Берлине, снимал Парад Победы 24 июня 1945 года в Москве.
В послевоенные годы сотрудничал в разных изданиях. Был ведущим фотокорреспондентом агентства печати «Новости».
Многие выполненные им работы хранятся в коллекции негативов Государственного центрального музея современной истории России.

## Награды
- орден Отечественной войны II степени (27.05.1945)
- два ордена Трудового Красного Знамени (30.04.1969; 18.03.1974)
- орден Красной Звезды (01.09.1943)
- заслуженный работник культуры РСФСР (1966)

## Авторская книга
- Роман Кармен «Макс Альперт» Издательство «Планета» Москва 1974[7].

## Семья
- Жена — Глафира Борисовна Белиц-Гейман (род. 1925), двоюродная сестра известных советских спортсменов — теннисиста С. П. Белиц-Геймана и пловца С. В. Белиц-Геймана, племянница режиссёра-документалиста Виктора Белиц-Геймана[8].
- Братья — Семён Владимирович Альперин (1897—1948), фотограф, военный фотокорреспондент; Михаил Семёнович Альперин (1900—1952), хозяйственный деятель.

## Книги с участием работ Макса Альперта
- Антология советской фотографии 1941—1945. — М.: Планета, 1987.
- PROPAGANDA & DREAMS, Edition Stemmle 1999 ISBN 3-908161-80-0

## Фотоработы

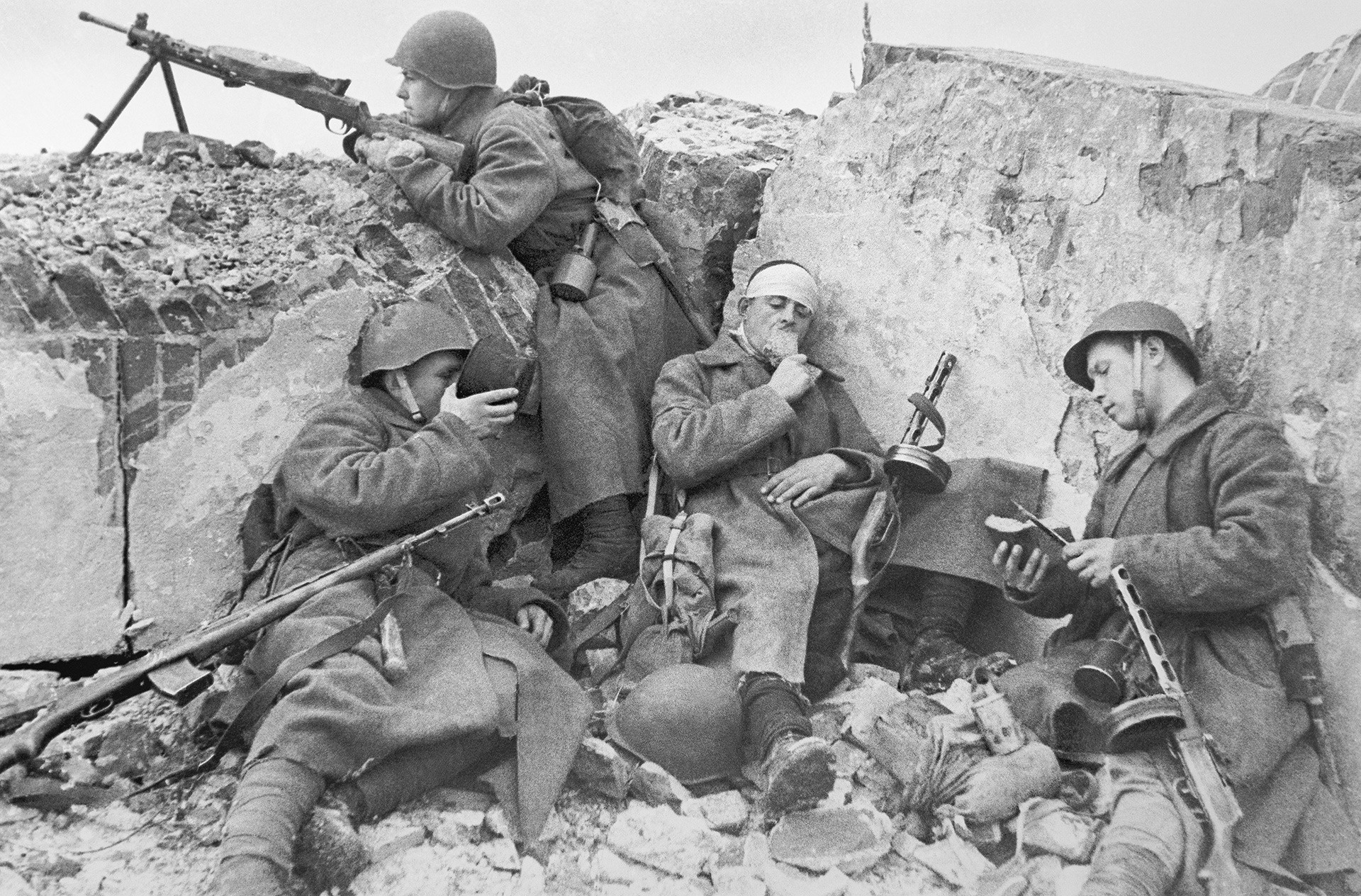
«Великая Отечественная война», 1944 год.
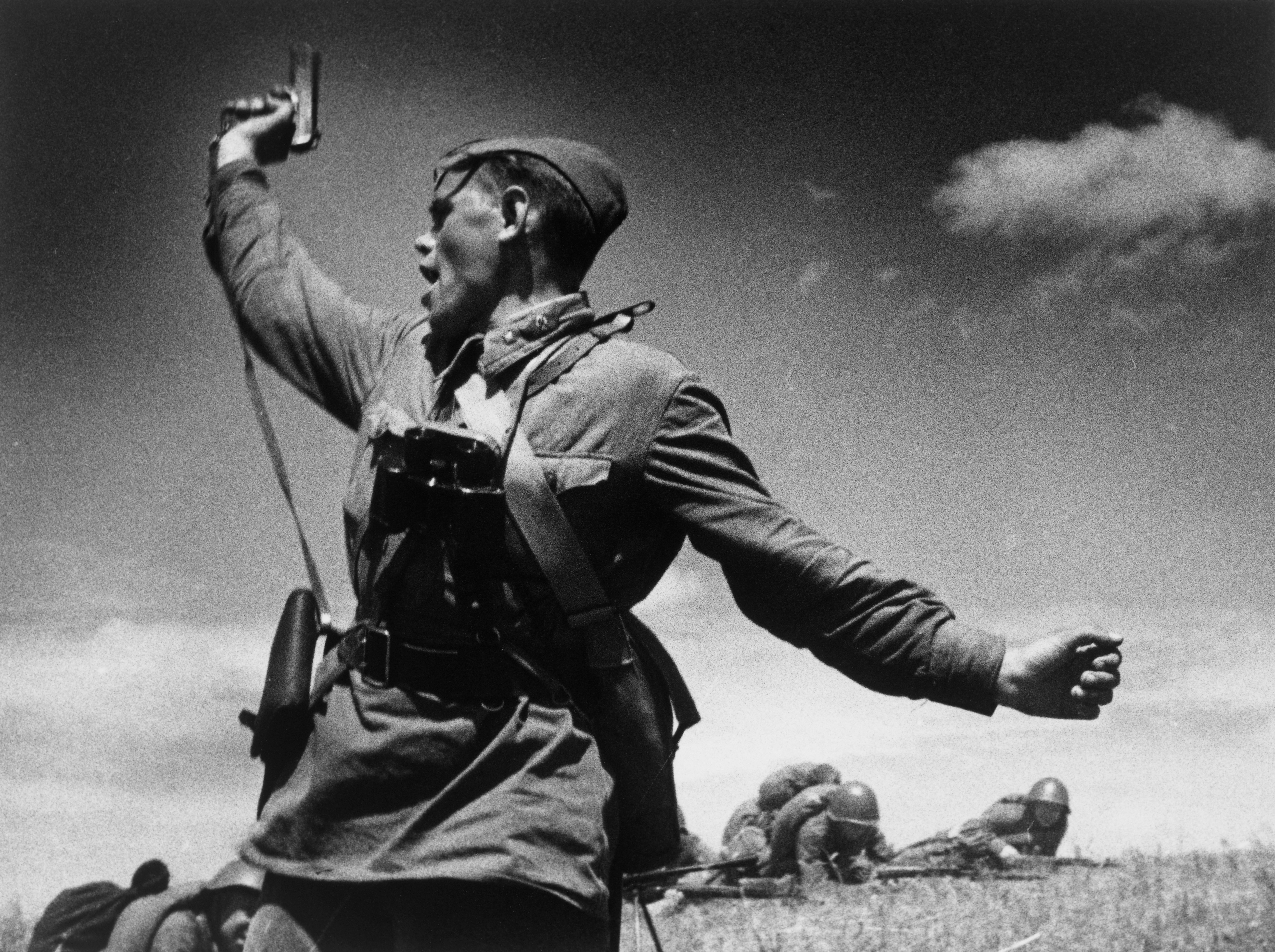
«Комбат», 1942 год.
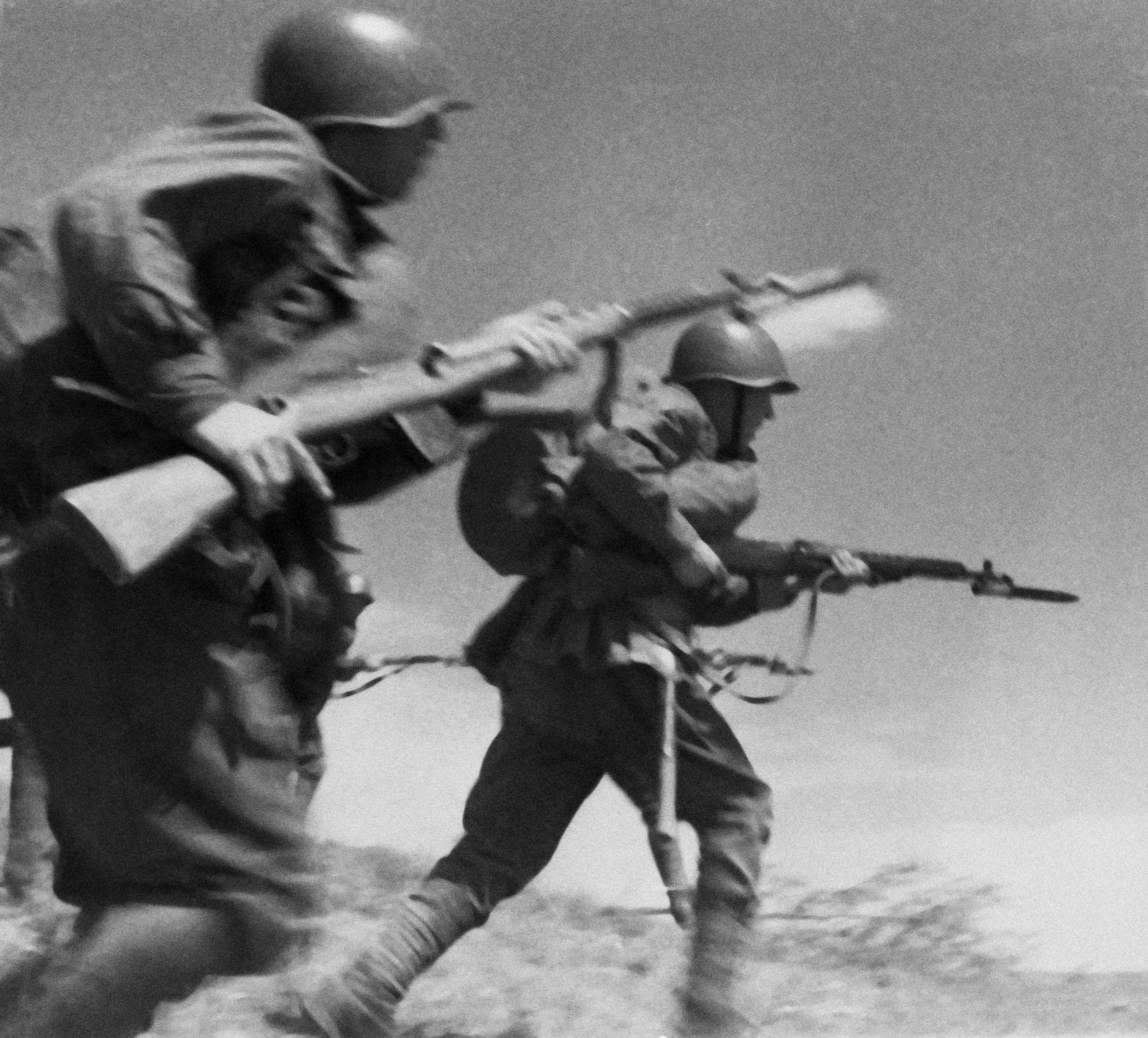
«Солдаты Красной Армии идут в атаку», 1941 год.